# Samanidsko Carstvo
Samanidsko Carstvo (perz. سامانیان; Sāmāniyān) je naziv za iransku državu koja u 9. i 10. stoljeću prostirala na području Velikog Irana i središnje Azije. Samanidska dinastija imenovana je prema Asadu Samankodi, zoroastrijskom plemiću koji je prešao na sunitski islam, a uz Tahiride se smatra prvom autohtonom iranskom dinastijom nakon arapskog osvajanja Iranske visoravni u 7. stoljeću. Samanidi se također smatraju potomcima sasanidskog vladara Bahrama Čobina odnosno mihranske dinastije, jedne od sedam slavnih iranskih starovjekovnih plemićkih kuća. Samanidi su oblikovali političku upravu po uzoru na abasidski kalifat, a prijestolnice su im bile smještene u Balhu, Buhari, Samarkandu i Heratu. Njihov politički utjecaj još je više ojačao nakon što su 900. godine uspješno pokorili susjednu iransku državu Safarida, a održali su se još točno stotinu godina kada ustankom nastaje Gaznavidsko Carstvo. Samanidsko razdoblje ostalo je upamćeno prije svega po bogatoj umjetničkoj i znanstvenoj ostavštini: grad Buhara je veličinom i slavom bio ravan Bagdadu, samanidski vladari promicali su korištenje perzijskog jezika, a neki od značajnijih učenjaka iz tog razdoblja bili su Rudaki i Avicena.